# Национално знаме на Бутан
Националното знаме на Бутан се състои от бял дракон на оранжев и жълт фон. То е разделено по диагонал на два триъгълника. Горният е жълт, а долния – оранжев. Драконът е центриран по разделната линия.
С малки промени, този флаг се използва от 19 век. Сегашния си вид придобива през 1960 г.
Драконът изобразен на знамето, Druk или драконът на гръмотевиците, представя местното тибетско название на Бутан – Земята на Дракона. Драконът е сграбчил в ноктите си скъпоценни камъни, символизиращи изобилие. Жълтият цвят символизира светската монархия, а оранжевия – будизма.
Флагът е един от малкото национални знамена, върху които оранжевият цвят е основен и е едно от двете знамена, върху които е изобразен дракон (другото е знамето на Уелс).

## Знаме през годините
- Кралство Бутан (1949 – 1956)